# Комиссия по реке Меконг
Комиссия по реке Меконг (англ. Mekong River Commission For Sustainable Development) — межправительственная организация стран, расположенных в бассейне Меконга. Создана с целью поощрения и координации действий по взаимовыгодному устойчивому управлению и развитию водных и иных природных ресурсов, реализации стратегических программ, предоставления научной информации и консультаций по вопросам политики. Объединяет Лаос, Камбоджу, Таиланд и Вьетнам. Китай и Мьянма являются партнёрами по диалогу.

## История

### Комитет по Меконгу (1957—1978)
В 1950-х годах бассейн Меконга был практически не затронут хозяйственным освоением. Деколонизация государств Индокитая по результатам Женевской конференции 1954 года дала толчок экономическому развитию региона. В отчете Экономической комиссии для Азии и Дальнего востока 1957 года были даны рекомендации по развитию долины Меконга, в частности рекомендовано строительство пяти гидроэлектростанций общей мощностью 13,7 гигаватт. В сентябре того же года был учреждён Координационный комитет бассейна Нижнего Меконга.
Комитет наметил ориентировочный план развития, включавший к 1970 году 87 краткосрочных проектов на притоках и 17 долговременных на главном русле реки. Этот список должен был привлечь международных инвесторов, предполагалось, что для осуществления будут выбраны 9-10 долгосрочных проектов. Однако политический климат в регионе в 70-х годах не способствовал воплощению масштабных планов. Были построены несколько электростанций на притоках. Из крупных проектов было завершено только строительство плотины (англ. Nam Ngum Dam) на реке Нам Нгум (англ. Nam Ngum) в Лаосе с пуском первой очереди ГЭС.
В 1976-77 годах сессии Комитета не проводились в связи со сменой режимов в Камбодже, Лаосе и Вьетнаме.

### Временный комитет (1978—1995)
Приход к власти красных кхмеров сделал невозможным участие Камбоджи в деятельности Комитета, поэтому другими странами Нижнего Меконга в апреле 1977 года было принято решение о создании Временного Комитета по Меконгу. Временный комитет учреждён в январе 1978.
Во время его деятельности осуществлялись лишь небольшие проекты, преимущественно в Таиланде.
В 1987 году был пересмотрен амбициозный генеральный план развития бассейна 1970 года. Новый план предусматривал строительство небольших плотин в основном русле Меконга. 26 из 29 проектов были ограничены рамками одного государства. Новый план подготовил почву для возвращения в состав Комитета Камбоджи, которое состоялось в 1991 году.
Реадмиссия Камбоджи и неравное социально-экономическое положение стран бассейна привели к кризису 1992 года, когда Таиланд вынудил члена Комитета Чака Ланкастера уйти в отставку и покинуть страну. К урегулированию кризиса подключилась UNDP, которая провела ряд встреч, завершившихся принятием в апреле 1995 года Соглашения о сотрудничестве по обеспечению устойчивого развития бассейна реки Меконг, подписанного Камбоджей, Лаосом, Таиландом и Вьетнамом в Чианграй.

### Комиссия по реке Меконг (с 1995 по настоящее время)
В конце 90-х политика Комиссии по Меконгу претерпела ряд значимых изменений. Некоторые спорные вопросы, возникавшие в ходе принятия Соглашения 1995 года, были решены в разработанных программах, таких, например, как Программа использования водных ресурсов, принятая в 1999 году и рассчитанная на 5 лет. Менялась организационная структура Комитета, особенно радикально в 2000 году, когда был реструктурирован секретариат.
Также поменялась стратегия общего планирования. В Рабочей программе 2001 года фокус смещён от глобальных проектов в сторону улучшения управления и сохранения природных ресурсов. Программа предполагает более целостный подход к использованию ресурсов, уделяя большее внимание благосостоянию жителей бассейна. Организация также стала продвигать обучающие проекты.

## Структура
Управляющими органами Комиссии по Меконгу являются:
- Совет, образованный министрами иностранных дел;
- Объединённый комитет, в который входят высокопоставленные чиновники министерств, причастных к деятельности Комиссии;
- Секретариат (примерно 150 человек), во главе которого стоит исполнительный директор.

Комиссия имеет два офиса — в Пномпене и Вьентьяне. Совет собирается один раз в год, Объединённый комитет — два или три раза в год для утверждения бюджетов и программ.